# Находка Телеком
Находка Телеком — российская телекоммуникационная компания, осуществляющая свою деятельность на юге Приморского края. Входит в компанию «МегаФон».
Сокращённое наименование — ООО «Находка Телеком». Штаб-квартира — в Находке. Оказывает услуги стационарной и спутниковой (по системе Inmarsat) телефонной связи, предоставляет доступ в Интернет, сдаёт в аренду выделенные каналы связи. Имеет представительство во Владивостоке.
Компания была основана 28 ноября 1991 года как совместное советско-британское предприятие связи на базе построенного под Находкой в 1991 году Центра международной спутниковой связи. Учредителями выступили советская компания связи «Коминком», английская Cable and Wireless, «ДВМП» и административный комитет СЭЗ «Находка». Оператор начинал свою деятельность с предоставления юридическим лицам международной и междугородней спутниковой связи, в том числе связь с морскими судами через систему Inmarsat. Первыми абонентами стали предприятия, гостиницы и администрации Находки и Владивостока. С 1998 года оператор стал предоставлять услугу интернет. С 2001 года компания начала установку домашних телефонов. С 2009 года «Находка Телеком» оказывает услуги на территории Хасанского района. Основной конкурент — «Ростелеком». В ноябре 2011 года «МегаФон» выкупил 100% долей компании за 196 млн рублей.